# Kevin Gates

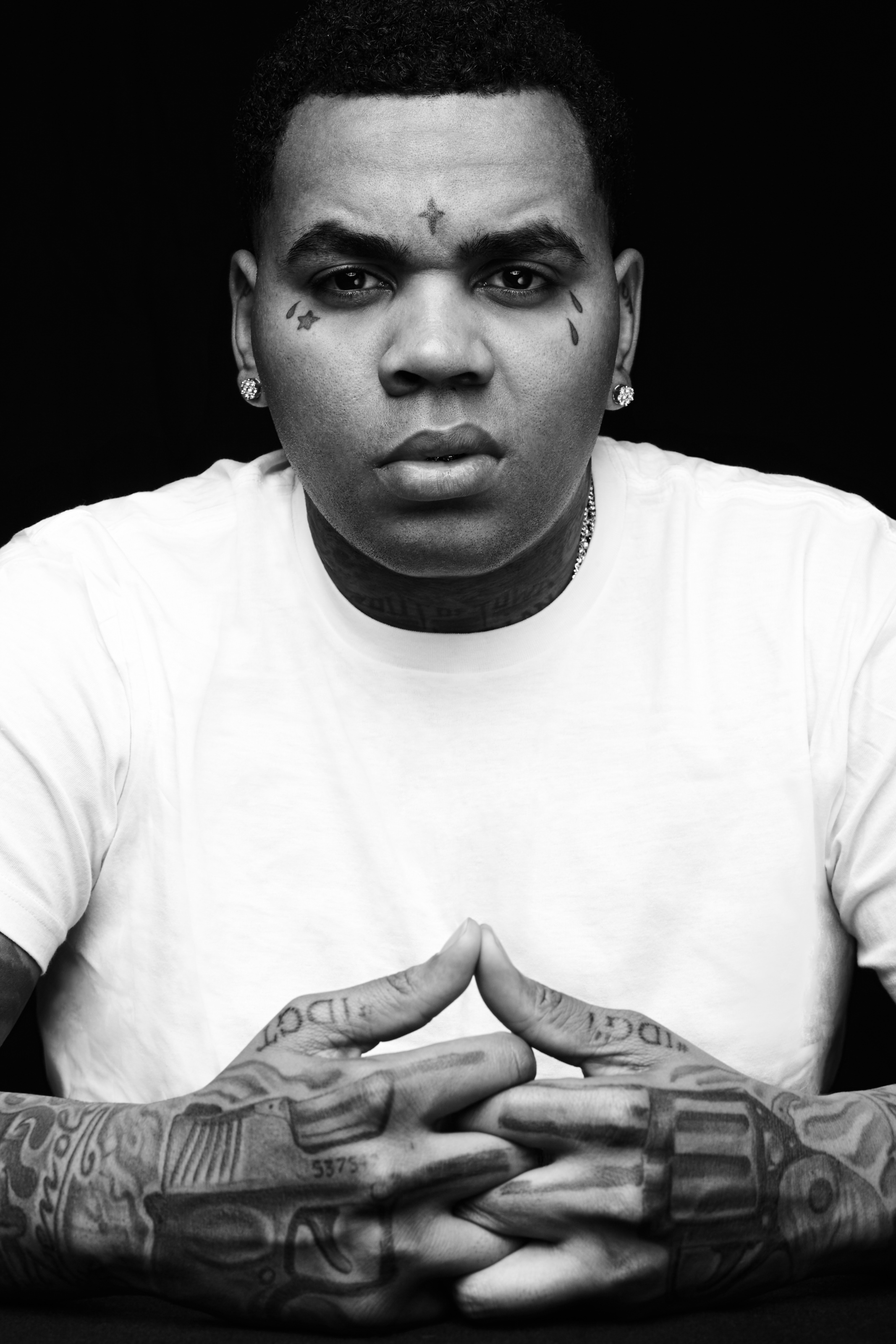
Kevin Gates (2014)

Kevin Gates (bürgerlich Kevin Jerome Gilyard; * 5. Februar 1986 in New Orleans, Louisiana) ist ein US-amerikanischer Rapper.

## Biografie
Kevin Gates wurde am 5. Februar 1986 in New Orleans als Sohn eines marokkanisch-amerikanischen Vaters und einer puerto-ricanischen Mutter geboren und wuchs in Baton Rouge im US-Bundesstaat Louisiana auf. Seine Familie zog kurz nach seiner Geburt nach Baton Rouge. Mit 20 Jahren begann er, eigene Mixtapes zu veröffentlichen. Nach Pick of da Litter (2007) folgten eine Reihe weiterer Mixtapes, bevor 2013 mit The Luca Brasi Story der Durchbruch kam. Er wurde von Rappern wie Pusha T und Gudda Gudda entdeckt und erhielt einen Plattenvertrag von Atlantic Records. Das Mixtape erreichte eine Platzierung in den R&B-Charts.
Noch im selben Jahr erschien sein Debütalbum Stranger Than Fiction noch beim Indie-Label Breadwinners Association, bei dem unter anderem Wiz Khalifa und Juicy J mitgewirkt hatten. Damit schaffte er es auf Anhieb in die Top 10 der US-Rap-Charts und auf Platz 37 der offiziellen Verkaufscharts. Ein Jahr später stand er mit dem Mixtape By Any Means auf Platz 3 der Rap-Charts. Plies und 2 Chainz waren darauf vertreten. Größeren kommerziellen Erfolg hatte 2015 der Nachfolger seines Durchbruch-Mixtapes Luca Brasi 2. Es erreichte zwar keine neuen Höchstplatzierungen, hielt sich aber ein halbes Jahr in den Verkaufscharts. Mit I Don’t Get Tired (zusammen mit August Alsina) hatte er seinen ersten Singlehit.
Ein weiterer Hit in den Hot 100 war Ende 2015 Really Really. Es war eine Vorabveröffentlichung zum zweiten Album Islah, dem ersten beim Major-Label Atlantic, das nach seiner ältesten Tochter benannt ist und an dem keine Gastmusiker beteiligt waren. Es erschien im Januar 2016 und kam auf Platz 1 der Rap-Alben sowie auf Platz 2 der offiziellen Albumcharts.

## Diskografie

### Alben
| Jahr | Titel        | Höchstplatzierung, Gesamtwochen, AuszeichnungChartsChartplatzierungen (Jahr, Titel, Platzierungen, Wochen, Auszeichnungen, Anmerkungen) | Anmerkungen                              |
| Jahr | Titel        | US | Anmerkungen                              |
| ---- | ------------ | --- | ---------------------------------------- |
| 2016 | Islah        | US2 ×2Doppelplatin · (107 Wo.)US | Erstveröffentlichung: 29. Januar 2016    |
| 2019 | I’m Him      | US4 Gold · (37 Wo.)US | Erstveröffentlichung: 27. September 2019 |
| 2022 | Khaza        | US8 (11 Wo.)US | Erstveröffentlichung: 17. Juni 2022      |
| 2024 | The Ceremony | US24 (3 Wo.)US | Erstveröffentlichung: 26. Januar 2024    |
| 2025 | I’m Him 2    | US63 (2 Wo.)US | Erstveröffentlichung: 19. März 2025      |

### Mixtapes
| Jahr | Titel                      | Höchstplatzierung, Gesamtwochen, AuszeichnungChartsChartplatzierungen (Jahr, Titel, Platzierungen, Wochen, Auszeichnungen, Anmerkungen) | Anmerkungen                              |
| Jahr | Titel                      | US | Anmerkungen                              |
| ---- | -------------------------- | --- | ---------------------------------------- |
| 2013 | Stranger Than Fiction      | US37 (1 Wo.)US | Erstveröffentlichung: 16. Juli 2013      |
| 2014 | By Any Means               | US17 Gold · (2 Wo.)US | Erstveröffentlichung: 18. März 2014      |
| 2014 | Luca Brasi 2               | US38 Platin · (33 Wo.)US | Erstveröffentlichung: 15. Dezember 2014  |
| 2016 | Murder for Hire 2          | US12 (4 Wo.)US | Erstveröffentlichung: 27. Januar 2016    |
| 2017 | By Any Means 2             | US4 (13 Wo.)US | Erstveröffentlichung: 22. September 2017 |
| 2018 | Luca Brasi 3               | US4 Platin · (39 Wo.)US | Erstveröffentlichung: 28. September 2018 |
| 2021 | Only the Generals, Part II | US18 (6 Wo.)US | Erstveröffentlichung: 19. Februar 2021   |

Weitere Mixtapes
- 2007: Pick of da Litter
- 2008: All or Nuthing
- 2009: All In
- 2010: Behind Enemy Lines
- 2010: The Leak
- 2011: I Don’t Know What to Call It, Vol. 1
- 2012: Make ’Em Believe
- 2012: In the Mean Time
- 2013: The Luca Brasi Story
- 2015: Murder for Hire

### EPs
| Jahr | Titel                            | Höchstplatzierung, Gesamtwochen, AuszeichnungChartsChartplatzierungen (Jahr, Titel, Platzierungen, Wochen, Auszeichnungen, Anmerkungen) | Anmerkungen                        |
| Jahr | Titel                            | US | Anmerkungen                        |
| ---- | -------------------------------- | --- | ---------------------------------- |
| 2019 | Only the Generals Gon Understand | US18 (10 Wo.)US | Erstveröffentlichung: 31. Mai 2019 |

Weitere EPs
- 2018: Chained to the City
- 2018: 4 Respect (mit YoungBoy Never Broke Again)

### Singles
| Jahr | Titel Album                                  | Höchstplatzierung, Gesamtwochen, AuszeichnungChartsChartplatzierungen (Jahr, Titel, Album, Platzierungen, Wochen, Auszeichnungen, Anmerkungen) | Anmerkungen                                            |
| Jahr | Titel Album                                  | US | Anmerkungen                                            |
| --- | -------------------------------------------- | --- | ------------------------------------------------------ |
| 2015 | I Don’t Get Tired (#IDGT) Luca Brasi 2       | US90 ×2Doppelplatin · (9 Wo.)US | Erstveröffentlichung: 19. Mai 2015 feat. August Alsina |
| 2015 | Really Really Islah                          | US46 ×4Vierfachplatin · (26 Wo.)US | Erstveröffentlichung: 9. Oktober 2015                  |
| 2015 | 2 Phones Islah                               | US17 ×4Vierfachplatin · (25 Wo.)US | Erstveröffentlichung: 6. November 2015                 |
| 2021 | Big Gangsta Only the Generals Gon Understand | US81 Platin · (5 Wo.)US | Erstveröffentlichung: 26. März 2021                    |
| Folgende Lieder erschienen nicht als Single, wurden aber durch das Album zum Download und Streaming bereitgestellt und konnten somit eine Platzierung erlangen: |                                              | |                                                        |
| |                                              | |                                                        |
| 2015 | Jam Islah                                    | US97 (1 Wo.)US | feat. Trey Songz, Ty Dolla Sign & Jamie Foxx           |
| 2018 | Change Lanes Chained to the City             | US68 (1 Wo.)US |                                                        |
| 2018 | Let It Sing Chained to the City              | US82 (1 Wo.)US |                                                        |
| 2019 | By My Lonely I’m Him                         | US86 (1 Wo.)US |                                                        |
| 2022 | Thinking with My Dick Stranger Than Fiction  | US37 Platin · (5 Wo.)US | feat. Juicy J                                          |

Weitere Singles
- 2013: Satellites (US: Gold)
- 2014: Don’t Know (US: Gold)
- 2014: Posed to Be in Love (US: ×2Doppelplatin )
- 2014: Amnesia (feat. Doe B)
- 2015: Kno One (US: Gold)
- 2016: Time for That (US: Platin)
- 2020: Power (mit Dermot Kennedy, US: Gold)

### Gastbeiträge
| Jahr | Titel Album                     | Höchstplatzierung, Gesamtwochen, AuszeichnungChartsChartplatzierungen (Jahr, Titel, Album, Platzierungen, Wochen, Auszeichnungen, Anmerkungen) | Anmerkungen                                                       |
| Jahr | Titel Album                     | US | Anmerkungen                                                       |
| --- | ------------------------------- | --- | ----------------------------------------------------------------- |
| 2019 | Cuban Links Ghetto Gospel       | US92 Platin · (3 Wo.)US | Erstveröffentlichung: 11. Oktober 2019 Rod Wave feat. Kevin Gates |
| Folgende Lieder erschienen nicht als Single, wurden aber durch das Album zum Download und Streaming bereitgestellt und konnten somit eine Platzierung erlangen: |                                 | |                                                                   |
| |                                 | |                                                                   |
| 2018 | I Am Who They Say I Am 4Respect | US69 ×2Doppelplatin · (2 Wo.)US | YoungBoy Never Broke Again feat. Quando Rondo & Kevin Gates       |
| 2019 | Pop Star Kirk                   | US49 Gold · (2 Wo.)US | DaBaby feat. Kevin Gates                                          |

Weitere Gastbeiträge
- 2020: Broken Love (MO3 feat. Kevin Gates, US: ×2Doppelplatin )
- 2022: Dear God (FL Dusa feat. Kevin Gates, US: Gold)

## Auszeichnungen für Musikverkäufe
| Goldene Schallplatte - Neuseeland - 2020: für die Single 2 Phones - Vereinigte Staaten - 2017: für das Lied One Thing - 2019: für das Lied Pride - 2020: für das Lied Facts - 2020: für das Lied Walls Talking - 2023: für das Lied Adding Up - 2023: für das Lied Discussion - 2023: für das Lied I Got U - 2023: für das Lied Money Long - 2023: für das Lied Servin H - 2023: für das Lied Shakin Back - 2023: für das Lied Tryna Yea - 2024: für das Lied Again - 2024: für das Lied Get on My Level - 2024: für das Lied Titanic | Platin-Schallplatte - Vereinigte Staaten - 2021: für das Lied TTG - 2023: für das Lied Paper Chasers - 2023: für das Lied Find You Again - 2023: für das Lied Great Man - 2023: für das Lied In God I Trust - 2023: für das Lied Shoulda - 2024: für das Lied Stop Lyin’ - 2024: für das Lied Wish I Had It 2× Platin-Schallplatte - Vereinigte Staaten - 2023: für das Lied Me Too |

Anmerkung: Auszeichnungen in Ländern aus den Charttabellen bzw. Chartboxen sind in ebendiesen zu finden.
| Land/RegionAuszeichnungen für Musikverkäufe (Land/Region, Auszeichnungen, Verkäufe, Quellen) | Gold       | Platin       | Verkäufe   | Quellen          |
| -------------------------------------------------------------------------------------------- | ---------- | ------------ | ---------- | ---------------- |
| Neuseeland (RMNZ)                                                                            | Gold1      | —            | 15.000     | radioscope.co.nz |
| Vereinigte Staaten (RIAA)                                                                    | 22× Gold22 | 34× Platin34 | 45.000.000 | riaa.com         |
| Insgesamt                                                                                    | 23× Gold23 | 34× Platin34 |            |                  |